# Activ
Activ bivša je rumunska dens-pop muzička grupa iz Temišvara. Širokoj publici postala je poznata kroz hitove: Sunete, Superstar, Zile cu tine, Lucruri simple, Doar cu tine, Feel Good, Music is drivin'me crazy, Reasons und Without U. 2010. godine trio je odlučio da raspusti grupu kako bi se posvetili solo karijerama.

## Diskografija

### Albumi
- Sunete (1999)
- În Transă (2002)
- Motive (2004)
- Superstar (2005)
- Everyday (2007)

## Spoljašnje veze
- Activ-Internetska prezentacija (na rumunskom)
- Forum Activ